# Battaglia di Ullays
La battaglia di Ullays (in arabo معركة أليس‎?, Maʿrakat Ullays) fu combattuta in Iraq tra le forze del califfato musulmano di Medina e l'Impero sasanide persiano a metà maggio del 633. Ad essa ci si riferisce talvolta come alla battaglia del Fiume di sangue, a causa dell'esito dello scontro in cui si ebbero numerose perdite su entrambi i fronti.
Fu l'ultima delle quattro battaglie combattute tra musulmani e Persiani. Tali scontri provocarono il ritiro degli eserciti persiani sasanidi dall'Iraq e la conquista di questo paese da parte dei musulmani arabi.

## Premesse
Dopo la sconfitta nella battaglia di al-Walaja, gli Arabi cristiani sopravvissuti fuggirono dal luogo dello scontro, attraversarono il fiume Khasīf (un affluente dell'Eufrate) e si posizionarono tra questo e l'Eufrate. La loro fuga terminò a Ullais, a circa 16 km dal luogo della battaglia di al-Walaja. I musulmani sapevano della presenza di Arabi ostili nella località, ma, poiché questi erano numerosi e superstiti della battaglia, non li considerarono un pericolo fino a quando questi non iniziarono a riorganizzarsi e il comandante musulmano Khalid ibn al-Walid venne informato dell'arrivo di nuove schiere di Arabi, provenienti soprattutto dalla tribù arabo-cristiana dei Banu Bakr ibn Wa'il. Maggiori rinforzi furono reperiti dalle tribù arabo-cristiane nella regione tra al-Hira e Ullays. L'esercito del Califfato dei Rāshidūn, agli ordini di Khālid, attraversarono il Khasīf e si rivolsero direttamente verso Ullays. Nel frattempo l'Imperatore sasanide Ardashir diede ordine a Bahman di dirigersi su Ullays e prendere il comando dei contingenti arabi là situati e fermare l'avanzata musulmana. Bahman inviò il suo generale Jaban insieme all'esercito imperiale a Ullays con l'ordine di evitare lo scontro sino all'arrivo di Bahman stesso. Mentre Jaban si metteva in moto con le truppe, Bahman tornò a Ctesifonte per discutere alcune questioni con l'Imperatore. Giunse e trovò l'Imperatore Ardashir molto malato e rimase al suo capezzale. Ormai l'Impero Persiano e gli Arabi avevano capito che l'obbiettivo dei musulmani era al-Hira. Decisero dunque di combattere e sconfiggere l'esercito islamico. I contingenti arabo-cristiani erano sotto il comando di un capo tribù chiamato Abd al-Aswad, che aveva perso i suoi due figli nella battaglia di al-Walaja contro i musulmani.

### La battaglia
Uno dei comandanti musulmani, al-Muthanna ibn Haritha andò in avanscoperta con gli esploratori della cavalleria leggera fino ad Ullays e informò il comandante in capo musulmano, Khalid ibn al-Walid, della posizione dei nemici arabi. Khālid tentò di raggiungere Ullays prima dell'arrivo dei rinforzi sasanidi, per evitare una battaglia in cui si sarebbe trovato in inferiorità numerica; ma non vi riuscì. Per impedire che i Persiani si coordinassero e organizzassero, Khālid decise di dare battaglia quel giorno stesso.
Secondo la moderna geografia, il luogo della battaglia si trova 40 km a sud-est della città irachena di Najaf, e a circa 6 km a sud-ovest della moderna al-Sinafiyya.
L'esercito sasanide e i contingenti arabo-cristiani erano accampati fianco a fianco con l'Eufrate alla loro sinistra, il Khasīf alla loro destra e il punto di congiungimento dei due fiumi dietro a loro. Il comandante in capo musulmano Khālid ibn al-Walīd schierò il suo esercitò in formazione da battaglia, nominando ʿAdī b. Ḥātim (figlio del famoso capo arabo-cristiano Ḥātim al-Ṭāʾī e lui stesso ex-cristiano) a capo del versante destro e ʿĀṣim b. ʿUmar a capo di quello sinistro. La notizia dell'avanzata dell'esercito califfale raggiunse Jaban poco prima di mezzogiorno. Era l'ora del pasto e i soldati persiani si apprestavano a pranzare, ma le truppe sasanidi si astennero dal pranzo per mostrare la loro forza ai musulmani.

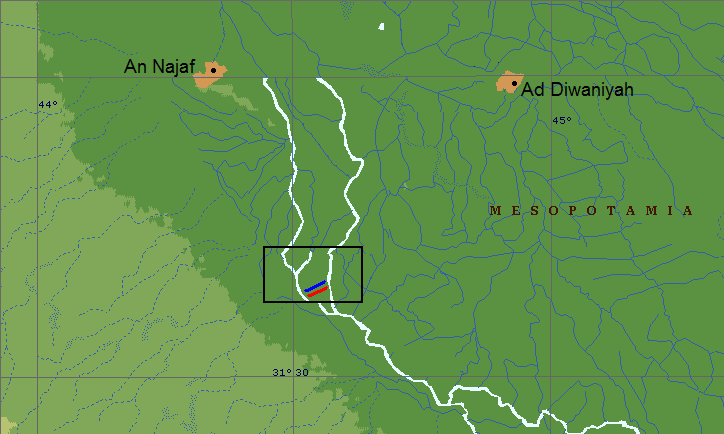
Il sito della battaglia di Ullays, con le truppe musulmane in rosso e quelle sasanidi in blu..

Jaban sistemò l'esercito sasanide in gran fretta prima che i musulmani potessero arrivare, ordinando agli arabo-cristiani di formare le ali dello schieramento, con il capo tribù ʿAbd al-Aswad a capo di quello destro e il capo tribù Abjar al comando di quello sinistro. Il centro era formato dall'esercito sasanide. Il campo di battaglia si estende a sud-est di Ullays tra l'Eufrate e il Khasīf. L'esercito persiano era schierato con Ullays alle sue spalle, e di fronte l'esercito califfale. Il fianco settentrionale di entrambi gli eserciti era occupato dall'Eufrate e quello meridionale dal Khasīf, distanti l'un l'altro circa 3 km.
Le manovre precise di Khālid non ci sono note. Si sa però che uccise ʿAbd al-Aswad in duello. La lotta fu dura soprattutto sulla sponda del Khasīf. Le cronache musulmane riportano che se mai un esercito combatté fino all'ultimo sangue, quello fu l'armata imperiale a Ullays. La fiera battaglia durò per ore, senza che nessuno dei due schieramenti dimostrasse segni di stanchezza. Nelle cronache musulmane si dice anche che, accorgendosi di non riuscire ad aprire né indebolire la resistenza araba e persiane, Khālid ibn al-Walīd, stanco, irritato e frustrato, pregò Allah:
Nel primo pomeriggio l'esercito sasanide e gli alleati arabi, incapaci di resistere all'esperto schieramento musulmano, si ritirarono verso nord-ovest in direzione di al-Hira. Khalid ibn al-Walid lanciò la sua cavalleria al loro inseguimento, con l'ordine di catturarli. La cavalleria musulmana intercettò i disperati Arabi e Persiani, li divise in piccoli gruppi e li circondò, li sopraffece e li disarmò. Da lì furono riportati al campo di battaglia, dove ogni uomo fu decapitato nel letto del fiume o sulla sua riva e il suo sangue si mescolò alle acque del fiume. L'inseguimento, la cattura e il recupero dei combattenti arabi e persiani, oltre alla loro uccisione nel fiume, durò tutto il resto della giornate, l'intera notte, tutto il giorno successivo e parte di quello seguente. Nel Khasīf il sangue non stava ancora scorrendo, come Khālid aveva giurato, quando su suggerimento di Qaʿqāʿ b. ʿAmr, uno dei comandanti musulmani, Khālid ordinò di aprire la chiusa posta sul fiume. Il sangue allora scorse con l'acqua, e il fatto passò alla storia come il fiume di sangue.

## Conseguenze
Il giorno seguente Khālid trattò con gli abitanti del distretto. Avrebbero pagato la jizya e sarebbero entrati sotto la protezione musulmana. Dopo la battaglia, Khālid rese omaggio all'esercito sasanide. Disse infatti:
L'Imperatore persiano Ardashir morì e l'Impero non fu capace di inviare altri uomini per riconquistare l'Iraq. La capitale al-Hira fu persa per sempre. A ciò seguì poco dopo la disfatta di al-Anbar e l'assedio di ʿAyn al-Tamr. Con la caduta delle maggiori città, l'intero Iraq centrale e meridionale cadde sotto il controllo musulmano. Nel 634 Abū Bakr ordinò a Khalid ibn al-Walid di avanzare verso la Siria con metà del suo esercito per invadere l'Impero bizantino. Al-Muthanna ibn Haritha fu il successore di Khālid, urgentemente chiamato sul fronte siriano, dove i musulmani avevano incontrato grandi difficoltà. I Persiani, sotto il comando del nuovo imperatore Yazdegerd III, radunò nuove truppe e sconfisse i musulmani nella battaglia del Ponte, riconquistando così l'Iraq. La seconda invasione dell'Iraq fu intrapresa sotto Sa'd ibn Abi Waqqas che, dopo aver sconfitto l'esercito sasanide nella battaglia di al-Qadisiyya nel 636, prese Ctesifonte. A ciò seguì l'invasione totale dell'Iraq.